# Estación de Julio Romero de Torres
Julio Romero de Torres es una estación de la línea ML-4 de Metro Ligero de Madrid (Tranvía de Parla) situada en la calle homónima de Parla. Abrió al público el 6 de mayo de 2007.
Su tarifa corresponde a la zona B2 según el Consorcio Regional de Transportes.

## Accesos
- Julio Romero de Torres Calle Julio Romero de Torres, 2

## Líneas y conexiones

### Tranvía de Parla
| << cabecera | < estación     | línea | estación > | cabecera >> |
| ----------- | -------------- | ----- | ---------- | ----------- |
| circular    | Plaza de Toros |       | La Ballena | circular    |

### Autobuses
| Diurnos |                         |                                                   |                           |
| Línea   | Destino                 | Parada                                            | Operador                  |
| 469     | Parla (Parla Este)      | 13103 J. Romero Torres - Est. J. Romero de Torres | Avanza Movilidad Integral |
| 469     | Madrid (Plaza Elíptica) | 13104 J. Romero Torres - Est. J. Romero de Torres | Avanza Movilidad Integral |